# École de l'Air
École de l'Air är en fransk grande école som utexaminerar militäringenjörer i Salon-de-Provence i södra Frankrike, och som är medlem av Conférence des grandes écoles. Skolan grundades 1933, och utbildar stridspiloter, ingenjörer och tekniker.
Tillgängliga examina från skolan är ingenjör École de l'Air, Mastère spécialisé (i samarbete med École nationale de l'aviation civile och Institut supérieur de l'aéronautique et de l'espace) samt Mooc-kurs i luftförsvar.

## Kända examinerade
- Léopold Eyharts, fransk (ESA) astronaut[6]
- Jean-Pierre Haigneré, fransk rymdfarare (CNES)[7]